# Flugplatz Anspach
Anspach flygplats (ICAO: EDFA) (tyska: Flugplatz Anspach) är en Sonderlandeplatz utanför staden Neu-Anspach. 
Flygplatsen ligger 2 kilometer öster om Neu-Anspachs stadscentrum.
Flygplatsen ägs och sköts av Luftsportclub Bad Homburg e. V..
Flygplatsen invigdes 1957. 
Idag har flygplatsen en startbana.

## Galleri

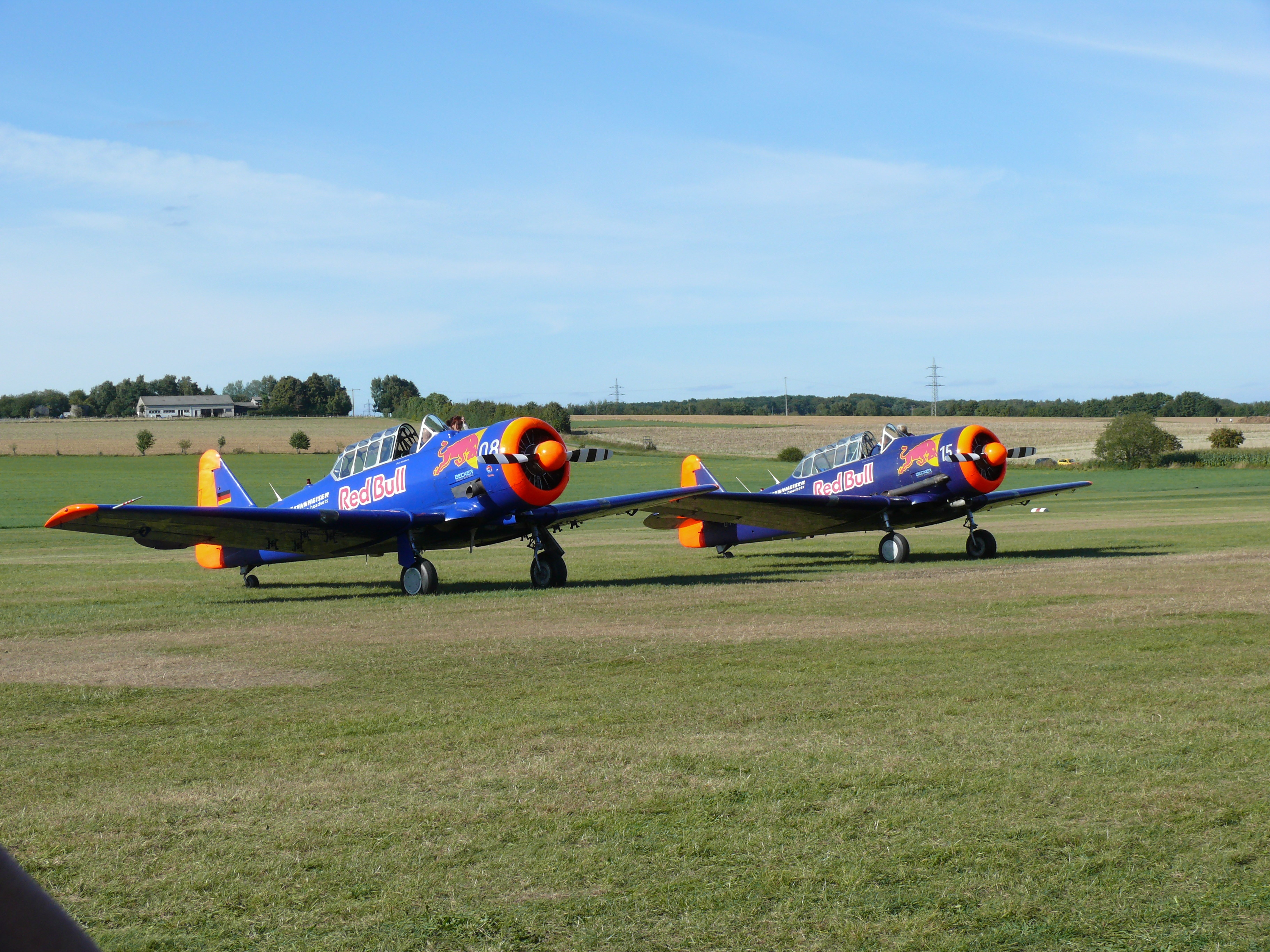
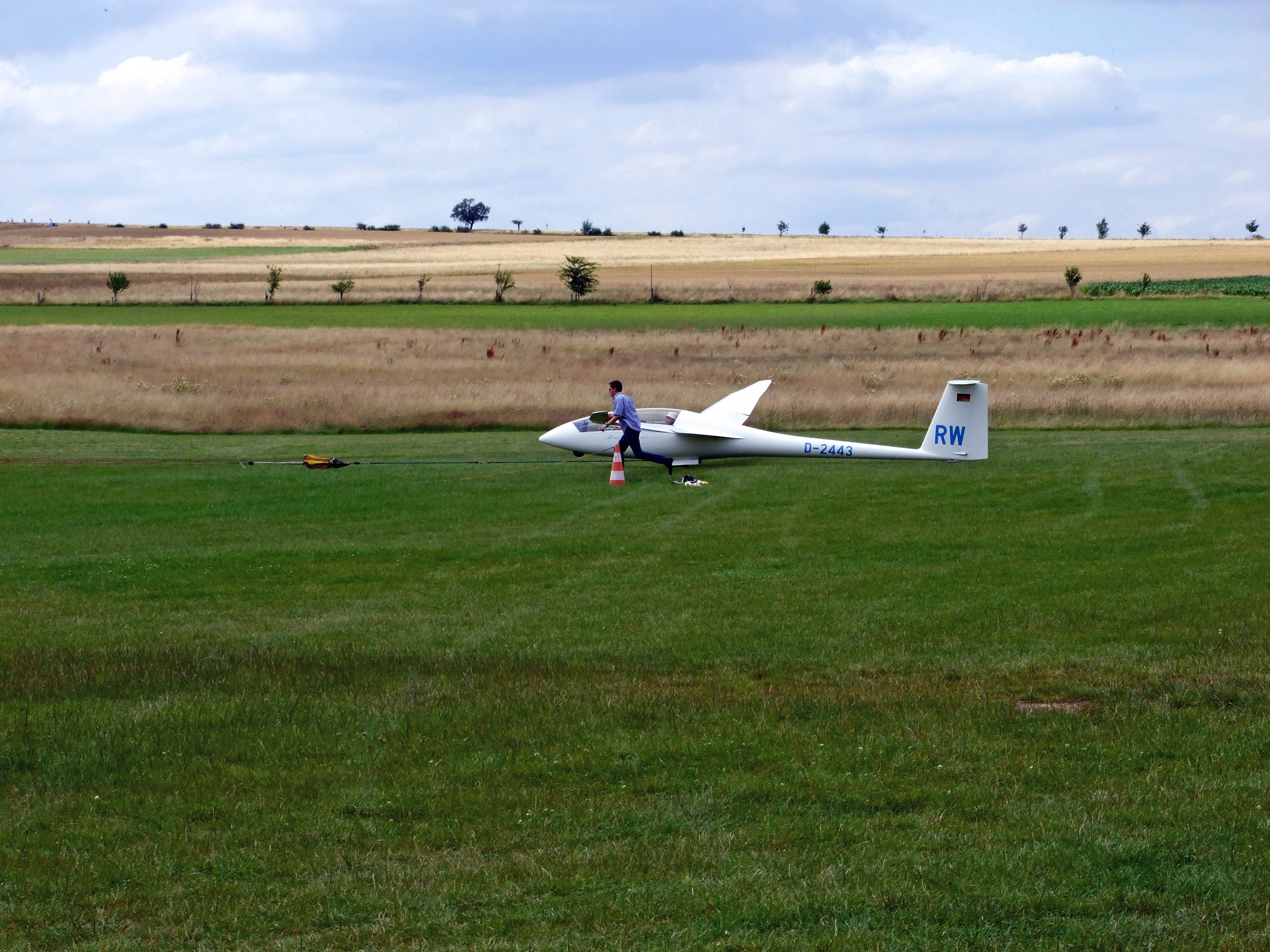
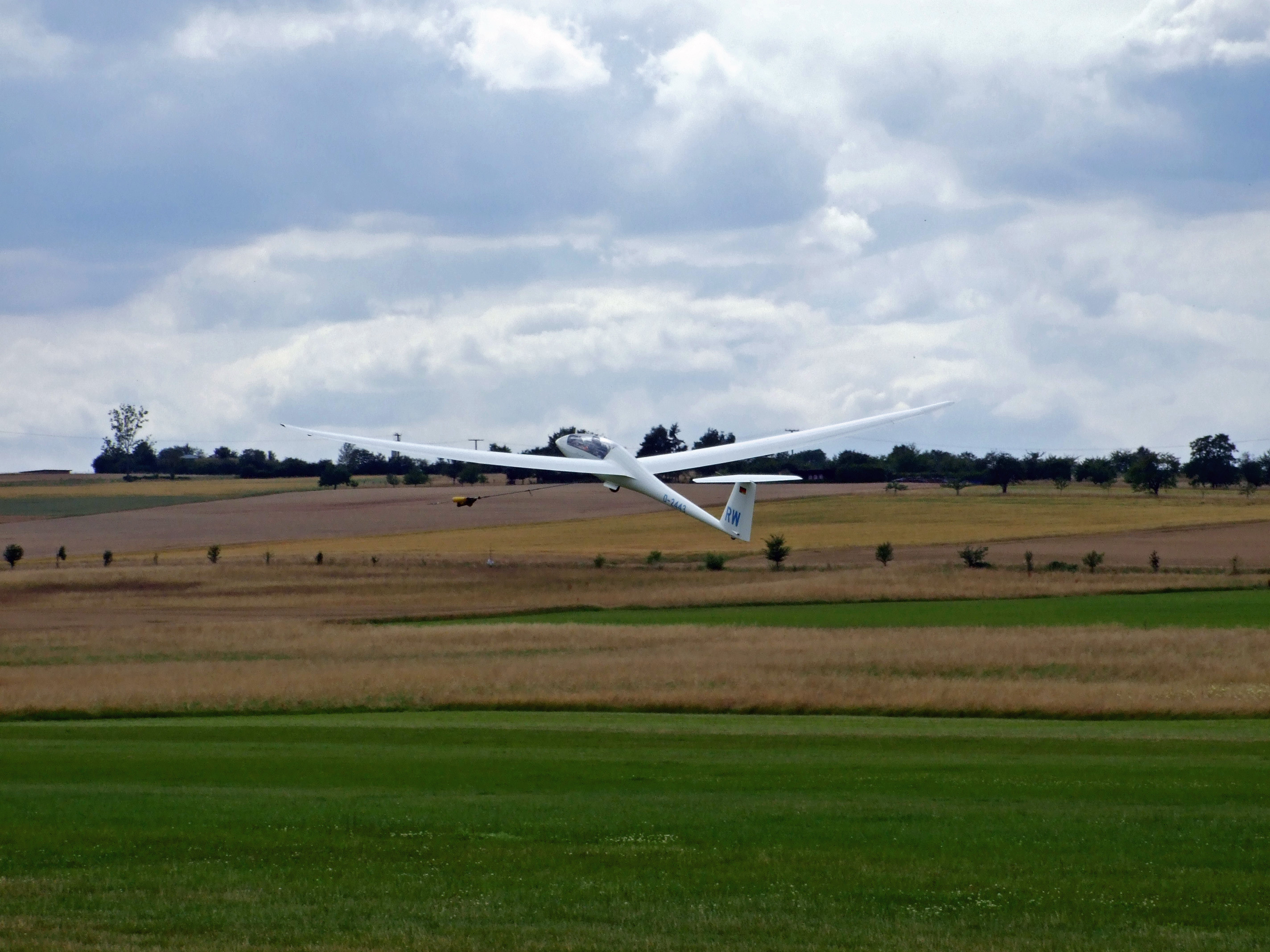
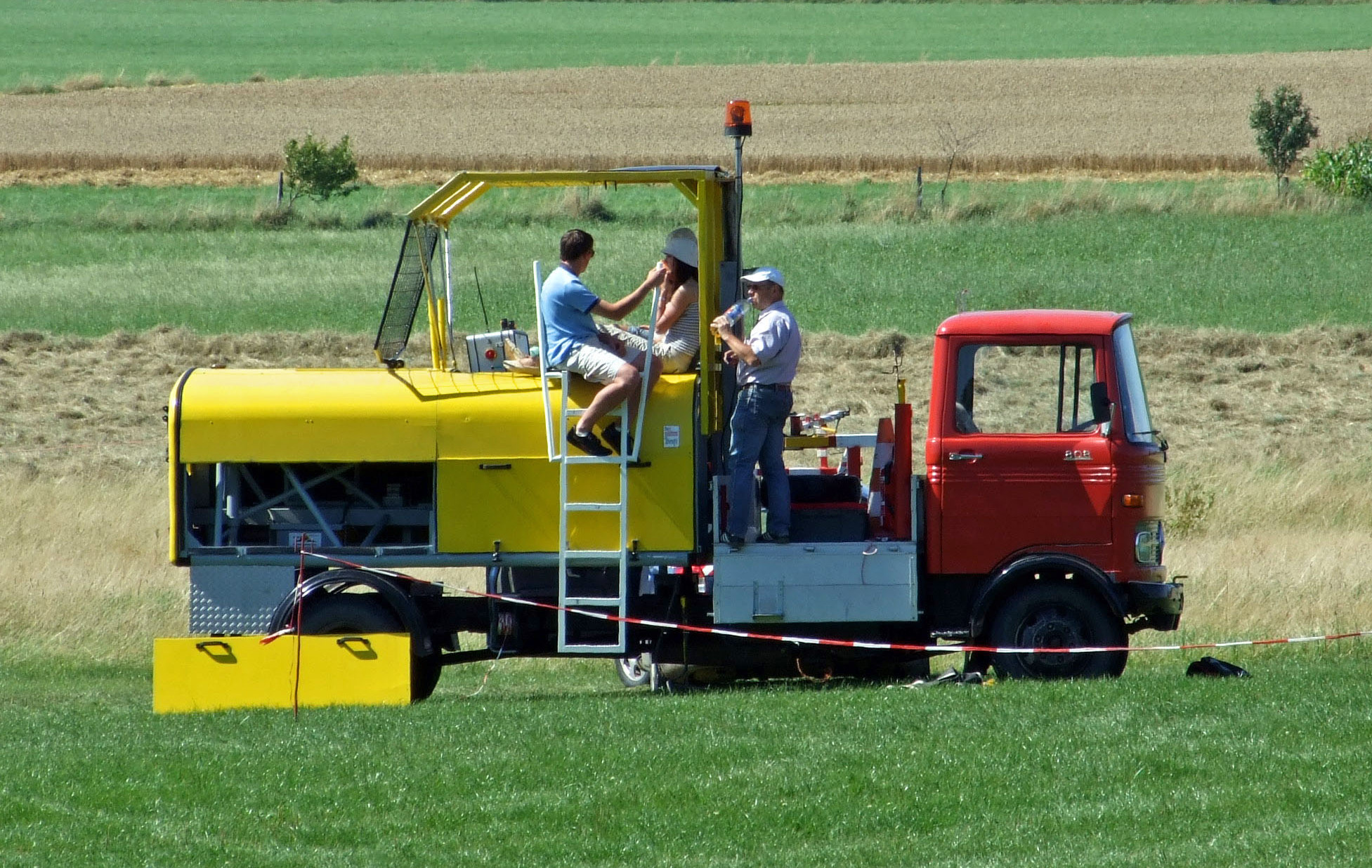
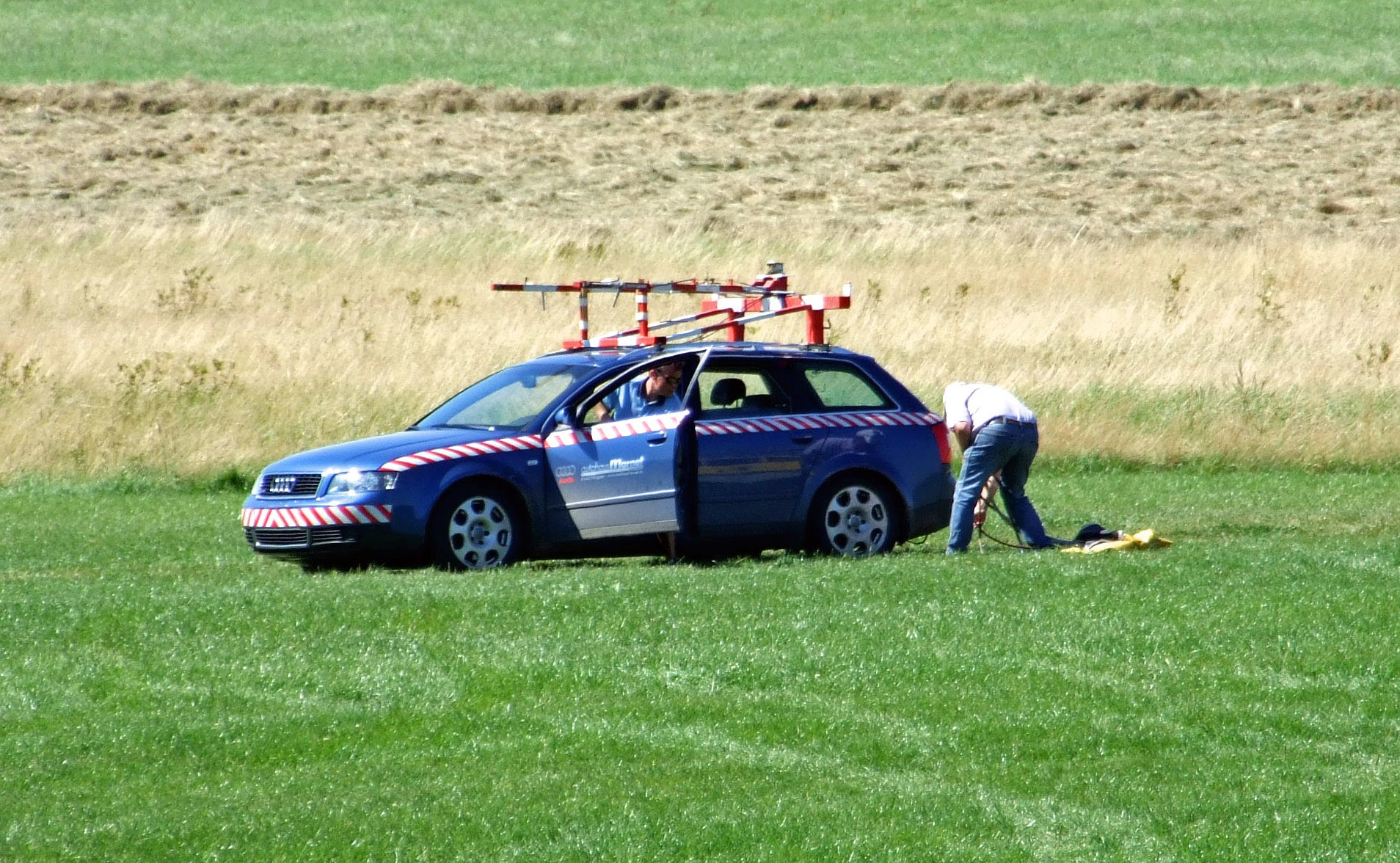